# Vanina Sburlati Gandini
Vanina Sburlati Gandini (Sauce, Canelones, Uruguay; 3 de agosto de 2003) es una futbolista uruguaya. Juega de guardameta en Peñarol de la Divisional A de Uruguay. Es internacional absoluta con la selección de Uruguay.

## Trayectoria

### Inicios
Inició su trayectoria futbolística en el Club Sportivo Artigas de Sauce, luego pasó por San Jacinto Rentistas desde la temporada 2017 hasta la temporada 2020.

### Peñarol
A partir de la temporada 2021 forma parte del primer equipo de el Carbonero.

## Selección nacional
Es internacional absoluta con la selección uruguaya. En junio de 2022 recibió su primera convocatoria a la selección mayor para disputar la Copa América de dicho año. Hizo su debut en la goleada 6-0 ante Perú, el 18 de julio de 2022, ingresando a los 85 minutos por Josefina Villanueva. El 9 de febrero de 2023 fue parte de las convocadas para disputar el Tournoi de France.
Anteriormente había sido parte de la selección sub-20 y sub-17.

## Estadísticas

### Clubes
| Club                  | País    | Año             |
| --------------------- | ------- | --------------- |
| San Jacinto Rentistas | Uruguay | 2017 - 2020     |
| Peñarol               | Uruguay | 2021 - presente |